# دارجلینگ
دارجلینگ (نپالی: दार्जलिङ) یکی از شهرهای کشور هندوستان واقع در ایالت بنگال غربی است.
این شهر مرکز فرماندهی منطقه دارجلینگ، در تپه‌های شیوالیک در قسمت‌های کم‌ارتفاع‌تر رشته کوه‌های هیمالیا است که در ارتفاع تقریبی ۲۱۳۴ متر (۶۹۸۲ پا) قرار گرفته‌است. 
نام «دارجلینگ» ترکیبی از واژگان تبتی «Dorje» به معنی «تندر» و «Ling» به معنی «مکان» می‌باشد که به «سرزمین تندر» ترجمه شده‌است.
در طول حکومت بریتانیا در هند دمای هوای دارجیلینگ باعث شد این منطقه به ایستگاه تپه‌ای (شهر تپه‌ای) برای انگلیسی‌ها تبدیل شود تا با سکنی گزیدن در آنجا از گرمای دشت‌های سوزان در طول تابستان‌ها رهایی یابند.
دارجلینگ در عرصه‌ی بین‌المللی به خاطر صنعت چای و راه آهن دارجلینگ هیمالیا (میراث جهانی یونسکو) شهرت دارد. قدمت کشتزارهای چای به نیمه‌های قرن نوزدهم میلادی می‌رسد که در نتیجه‌ی توسعه صنعت چای توسط انگلستان پدید آمده است. پرورش‌دهندگان چای منطقه، گونه‌های پیوندی خاصی برای چای سیاه و نیز روش‌های خاصی برای عمل آوردن آن ایجاد کردند و ترکیبات گوناگونی به دست آوردند که در میان مطلوبترین ترکیب‌های چای جهان قرار داشت.
راه‌آهن دارجیلینگ هیمالیا که این شهر را به دشت‌های متصل می‌سازد، در سال ۱۹۹۹ به عنوان یکی از بناهای میراث فرهنگی جهان ثبت شد، این راه‌آهن یکی از معدود مراکز لوکوموتیوهای بخار است که کماکان مورد استفاده قرار می‌گیرد.
در دارجیلینگ چندین مدرسه‌ی خصوصی به سبک مدارس انگلیسی وجود دارد که دانش آموزان را از نقاط مختلف هندوستان و کشورهای همجوار جذب خود می‌کند. 
این شهر، در کنار شهر همجوار آن کالیمپونگ مرکز اصلی استقلال طلبی و تشکیل ایالت خود مختار گورخالند در دهه‌ی هشتاد قرن بیستم بود. هر چند جنبش تجزیه طلب به تدریج طی دهه های اخیر به سبب تشکیل شورای تپه‌ای خودمختار فروکش کرده‌است.

## تاریخچه
تاریخ دارجلینگ با تاریخ نپال، بوتان، سیکیم و بنگال عجین شده‌است. تا اوایل قرن نوزدهم میلادی منطقه‌ی دارجلینگ به‌طور ادواری توسط شاهان نپال و سیکیم حکومت و اداره می‌شد.
با آبادی‌ای که متشکل از چند روستای لپچای جنگل‌نشین می‌باشد.
در سال ۱۸۲۸ هیأتی از نمایندگان و مقامات شرکت هند شرقی در مسیر خود به طرف سیکیم، توقف کردند و به این نتیجه رسیدند که این منطقه محل مناسبی برای احداث آسایشگاه سربازان بریتانیایی است.
شرکت در سال ۱۸۵۳ در مورد اجاره کردن منطقه از چوگیال سیکیم به مذاکره پرداخت. کمپانی هند شرقی بریتانیا آرتور کمپبل؛ یک جراح از شرکت و قائم مقام ناپی یر (بعدها لرد ناپی یر ماگ دالا) مسوولیت یافتند تا یک ایستگاه تپه‌ای در آنجا تأسیس کنند.

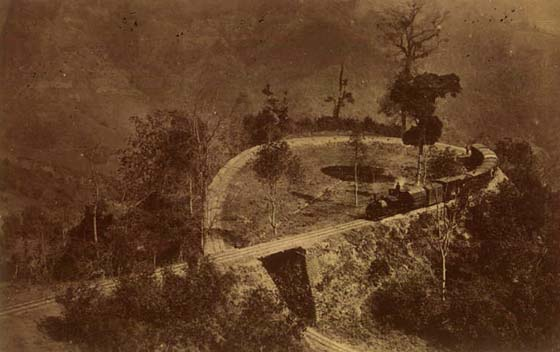
راه‌آهن دارجلینگ هیمالیا، سال ۱۹۲۱

نیروهای انگلیسی مزارع آزمایشی چای در دانجلینگ به سال ۱۸۴۱ ایجاد کردند. موفقیت این آزمایش‌ها منجر به شکل‌گیری شرکت‌های چای در سراسر شهر در نیمه دوم قرن نوزدهم شد.
چند سال پس از بروز تفرقه بین سیکیم و شرکت در سال ۱۸۴۹ دارجلینگ توسط امپراتوری هندی انگلیسی تسخیر شد. مبلغان مسیحی اسکاتلندی مسئولیت ساخت مدارس و مراکز رفاهی را برای انگلیسی‌های مقیم هندوستان به عهده گرفتند و بدین ترتیب سنگ بنای شهرت و اعتبار والای دارجلینگ را به عنوان یک مرکز آموزشی بنا نهادند. افتتاح شدن راه آهن دارجلنیگ هیمالیا در سال ۱۸۸۱ باعث هر چه سریع تر شدن رشد و آبادانی منطقه شد.
در سال ۱۸۹۸، زلزله مهیبی دارجلینگ را لرزاند (که به «فاجعه دارجلینگ» از آن یاد می‌شود) که خسارات زیادی به شهر و ساکنان بومب منطقه وارد آورد.
در زمان حکومت انگلیسی‌ها، دارجلینگ در ابتدا یک «منطقه غیر مقرراتی» بود (نوعی از حکومت که در مورد مناطقی که از لحاظ اقتصادی توسعه چندانی نداشته‌اند، قابل اعمال و اجراست.
اعمال و مقررات دوران حکومت بریتانیا در هند، همانند دیگر مناطق کشور، به صورت خودکار در این منطقه به کار بسته نشد. در نتیجه افراز بنگال در سال ۱۹۰۵ منطقه در حوزه اختیارات و تحت قلمروی راج شاهی درآمد.
ساکنان نخبه دارجلینگ طبقه حاکم بریتانیایی در آن زمان بودند که تابستان هر سال از دارجلینگ دیدن می‌کردند. شمار فزاینده‌ای از ساکنان هندی ثروتمند شهر کلکته، ماهاراجاهای مرفه ایالت شاه نشین و زمین داران ارباب نیز به تدریج به دیدن از دارجلینگ پرداختند.
شهر به عنوان یک قرارگاه گردشگری به رشد خود ادامه داد و در نهایت به "ملکه تپه ها" تبدیل شد.
این شهر به علت قرار گرفتن در مناطق دور و جدا افتاده و داشتن جمعیت کم و پایین در زمان مبارزات آزادی طلبانه هند هیچ نوع فعالیت سیاسی چشمگیر و مهمی به خود ندید. با این حال، تلاش نافرجامی برای ترور جنبش انقلابی استقلال هند سر جان آندرسون، فرماندار بنگال در دهه ۳۰ قرن بیستم رخ داد.
پس از استقلال هند در سال ۱۹۴۷، دارجلینگ با بنگال غربی ادغام شد. منطقه مستقل دارجلینگ هنگام تأسیس متشکل از شهرهای تپه‌ای دارجلینگ، کورسانگ، کالیمپانگ، و برخی از بخش‌های منطقه ترای بود. زمانی که جمهوری خلق چین تبت را در سال ۱۹۵۰ تسخیر کرد، هزاران نفر از پناهندگان تبت در منطقه دارجلینگ پناه گرفتند. جمعیتها از نژادهای مختلف تشکیل شده بودند و این امر باعث به وجود آمدن تنش‌هایی بین آن‌ها شد و از همین روی بود که تقاضاها برای تشکیل ایالتهای مستقل گورخالند و کامتاپور به همراه سلسله‌های نژادی در دهه هشتاد افزایش یافت. مشکلات پس از یک اعتصاب ۴۰- روزه که توسط جبهه آزادی بخش ملی گورخا به اوج خود رسید. در این زمان خشونت سراسر شهر را فرا گرفته بود و دولت ناچار شد برای برقراری دوباره نظم ارتش هند را به کمک خواند. با تأسیس شورای تپه‌ای گورخا دارجلینگ به ریاست سوباش گیشینگ تنش‌های سیاسی تا حد زیادی فروکش کرد.
به شورای تپه‌ای گورخا دارجلینگ اختیار داده شد تا به صورت نیمه مستقل و نیمه خودمختار بر منطقه حکومت کند. بعدها نام این شورا تغییر یافت شورای تپه‌ای گورخا دارجلینگ ا خود مختار تبدیل شد. اگرچه دارجلینگ در حال حاضر آرام و به دور از تنش است، اما کماکان مشکل تشکیل دولت مستقل پابر جاست.

## جغرافیا

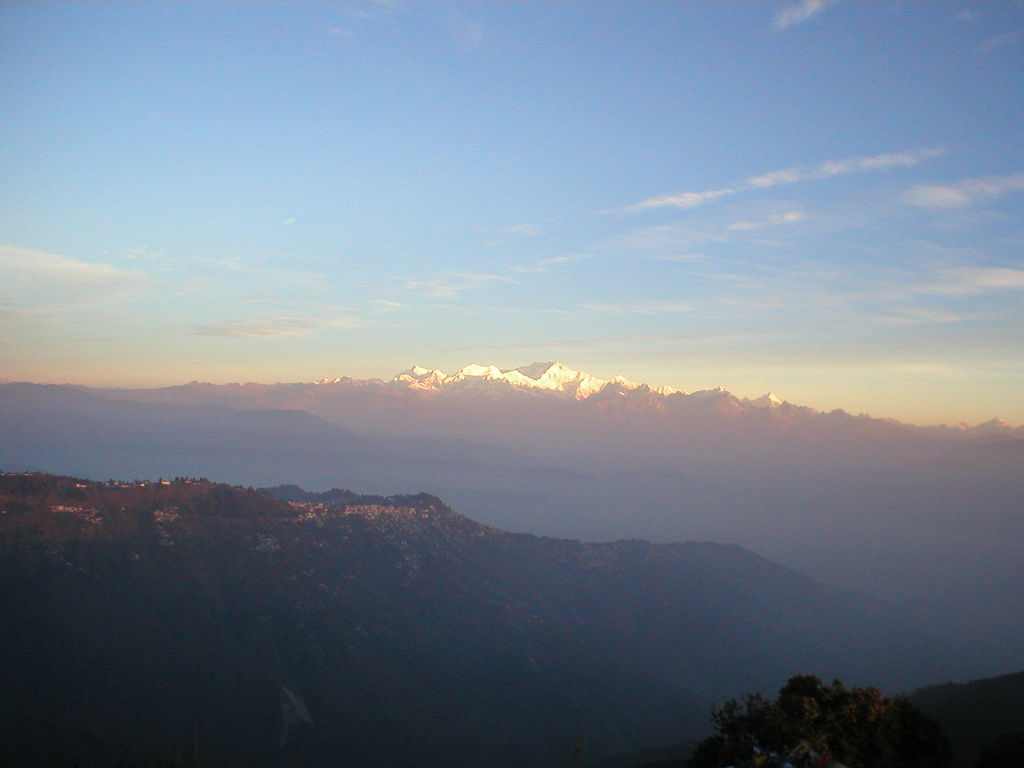
نمای کوه کانچنجونگا از روی تپه تایگر.

دارجلینگ تقریباً در ارتفاع متوسط ۲٬۱۳۴ در منطقه تپه‌ای دارجلینگ هیمالیا در نزدیکی رشته کوه‌های دارجلینگ- جالافر که منشأ آن از جنوب گوم است، قرار دارد.
این رشته کوه y شکل است و پایه آن در کاتاپاهر و جالاپاهر قرار دارد و دو بازوی آن در شمال تپه رصد خانه از هم فاصله گرفته‌اند. بازوی شمال شرقی شیب تندی دارد که در سکوی لیبانگ به پایان می‌رسد، در حالی که بازوی شمال غربی از نقطه شمال می‌گذرد و در دره‌ای نزدیک ترکور تا استیت تمام می‌شود.
دارجلینگ شهر اصلی زیر بخش صدر است که در عین حال مرکز فرماندهی منطقه نیز محسوب می‌شود. اغلب مناطق، از جمله شهر دارجلینگ در تپه‌های سیوالیک (یا هیمالیای پایینی) قرار دارد. خاک منطقه عمدتاً از ماسه سنگ و سازندهای به هم چسبیده‌ای تشکیل شده‌است که آوار سفت و محکم و بالا آمده رشته کوه‌های بزرگ هیمالیا محسوب می‌شوند. مع‌هذا، خاک این منطقه اغلب بسیار شل و تقویت نشده‌است (رسوبات نفوذپذیر منطقه آب را درحد فاصل دو زمان باران در خود نگه نمی‌دارد) و در نتیجه برای کشاورزی خاک مناسبی محسوب نمی‌شود. این منطقه دارای شیب‌های تند و خاک سطحی نرمی است که منجر به ریزشهای مکرر در موسم باران می‌شود. بنا بر اعلام دفتر استانداردهای هند، این شهر (به منظور افزایش آمادگی در برابر زلزله) در نقطه زلزله خیز ۱ تا ۵ قرار می‌گیرد.
نزدیک مرز همگرای فلات هندوستان و اروآسیایی فلاتهای تکتانیک قرار گرفته و در معرض زمین لرزه‌های متمادی قرار دارد. تپه‌ها در قله‌های بلند رشته کوه‌های یلند و پوشیده از برف بالای شهر در دوردست قرار گرفته‌اند. قلهکانچنجانگا سومین قله بزرگ جهان است و برجسته‌ترین قله‌ای است که در منطقه به چشم می‌خورد در روزهایی که ابری وجود ندارد، کوه اورست در نپال را می‌توان مشاهده کرد.
شهر دانجلینگ و منطقه اطراف آن کماکان با چالش‌های مربوط به تخریب جنگل مواجه است؛ تقاضای روزافزون برای سوخت چوب و الوار و نیز آلودگی هوا که ناشی از افزایش استفاده از وسائل نقلیه‌است، موجب بروز چالش‌ها و مشکلاتی شده‌اند.
گیاهان اطراف دارجلینگ شامل جنگل‌های خوش آب و هوا و خزان دار تبریزی، درخت غان، درخت بلوط، و درخت نارون و نیز درختان همیشه بهار و مخروطی کوهستان بارانی می‌شود. جنگل‌های انبوه همیشه سرسبزی دور تا دور شهر را فراگرفته‌است و طیف وسیعی از گل‌های ارکید کمیاب را می‌توان در آن سراغ گرفت. در باغ لییوید بوتانیکال انواع گیاهان معمولی و کمیاب نگهداری می‌شود؛ در حالی که باغ وحش پادماجا نایدو هیمالیا تنها باغ وحش تخصصی در کشور است که انواع رو به انقراض گیاهان و حیوانات در آن نگهداری و تغذیه می‌شوند.

## آب و هوا
آب و هوای دمایی دارجلینگ ۵ فصل متمایز و متفاوت از دیگر مناطق دارد: بهار، تابستان، پاییز، زمستان و موسم باران. تابستان‌ها (که مدت آن از ماه مه تا ژوئن است) ملایم هستند و بالاترین میزان درجه در آن ۲۵ درجه سانتی گراد یا ۷۷ درجه فارنهایت است. موسم‌های باران از ژوئن تا ماه سپتامبر می‌باشد و باران‌های شدید و سیل آسا یکی از مشخصه‌های اصلی این فصل است که موجب پیدایش ریزشهایی می‌شود که مانع از دسترسی دارجلینگ به سایر مناطق کشور می‌شود. میانگین دمای هوا در زمستان ۵ و ۷ درجه‌است. در پاره‌ای موارد، دمای هوا به زیر نقطه انجماد می‌رسد؛ و بارش برف در آن به ندرت صورت می‌گیرد. در طول فصل‌های زمستان و موسم باران، دارجلینگ اغلب پوشیده از ابر و مه است. متوسط دمای هوا در سال ۱۲ درجه سانتی گراد؛ (۵۳ درجه فارنهایت) است و دمای متوسط ماهانه از ۵ درجه سانتی گراد تا ۱۷ درجه سانتی گراد؛ (یعنی ۴۱ درجه فارنهایت تا ۶۲ درجه فارنهایت) در تغییر است.
بالاترین دمای هوا در منطقه که تاکنون ثبت شده‌است ۲۶٬۷ درجه سانتی گراد (۸۰ درجه فارنهایت) است که در ۲۳ آگوست ۱۹۵۷ ثبت شده‌است؛ و پایین‌ترین دمای هوا ۸ درجه سانتی گراد زیر صفر (۲۳ درجه فارنهایت) بوده‌است که در ۱۱ فوریه ۱۹۰۵ ثبت شده‌است.
میانگین میزان بارندگی در سال ۳۱۰۰ میلیمتر است و بالاترین میزان بارندگی در ژوئیه (۷۵٬۵ سانتی‌متر یا ۲۹٬۶ اینچ) است.

## اداره شهری
مجموعه شهری دارجلینگ از شهرداری دارجلینگ و باغ چای پتابانگ تشکیل شده‌است.
شهرداری دارجلینگ که در سال ۱۸۵۰ تأسیس شد، اداره و حکومت شهری دارجلینگ را به عهده دارد و منطقه‌ای به مساحت ۵۷/۱۰ کیلومتر در اختیار آن است.
شهرداری متشکل از یک شورای مشاوران است که از۳۲ منطقه منطقه شهر دارجلینگ و نیز تعدادی عضو که از طرف دولت معرفی می‌شوند تشکیل شده‌است. شورای مشاوران یک نفر را به عنوان رئیس از میان اعضای منتخب خود انتخاب می‌کند. رئیس منتخب مسئول ارشد اجرایی شهرداری است. در حال حاضرجبهه ملی آزادی سازی گورخا عهده‌دار سمت شهرداری در منطقه‌است. مناطق تپه‌ای سراسر دارجلینگ که توسط گورخا انتخاب شده‌است از زمان تشکیل آن در سال ۱۹۸۸ در حیطه اختیارات شورای خودمختار تپه‌ای گورخای دارجلینگ قرار داشته‌است. به اعضای منتخب این شورا این اختیار داده می‌شود که امور خاصی از تپه را مدیریت و کنترل نمایند؛ ازجمله آموزش، بهداشت و گردش گری. شهر در حیطه لاک صبحا حوزه انتخابی قرار دارد و یک عضو را برای حضور در (مجلس عوام) لاک صبحا پارلمان هند انتخاب می‌کند. این شهر همچنین یک نفر را در مجلس قانونگذاری بنگال غربی، ویدان صبحا انتخاب می‌کند. کنگره ملی انگلیس در انتخابات پارلمانی ۲۰۰۴ پیروز شد؛ در حالی که کرسی مجمع ملی را در انتخابات ۲۰۰۶ جبهه ملی آزادی سازی گورخا از آن خود کرد. کنترل دارجلینگ در حیطه اختیارات پلیس منطقه (که بخشی از پلیس ملی است قرار می‌گیرد؛ یک معاون سرپرستی پلیس مسئولیت نظارت بر امنیت شهر و امور قانونی را به عهده دارد.
در حوزه شهرداری دارجلینگ دو ایستگاه پلیس در دارجلینگ و جاربانگالو وجود دارد.

## خدمات تأسیساتی
چشمه‌های طبیعی منبع اصلی تأمین آب مورد نیاز دارجلینگ است؛ آب جمع‌آوری شده به دریاچه سنشال (که در ۱۰ کیلومتری یا ۶٬۲ مایلی جنوب شرقی شهر قرار دارد) هدایت می‌شود و از آنجا از طریق لوله‌کشی به شهر فرستاده می‌شود. در خلال فصول خشک که آب تأمین شده از طریق چشمه‌ها ناچیز و ناکافی است، آب شهر از خانگ کولا که یک رود همیشه جاری در نزدیک شهراست، گرفته می‌شود. به‌طور ثابت یک نوع فاصله فزاینده بین عرضه و تقاضای آب وجود دارد؛ اندکی بیش از ۵۰٪ خانه‌های شهری به سیستم تأمین آب شهرداری متصل هستند. این شهر مجهز به سیستم فاضلاب زیرزمینی است که فاضلاب خانگی ساکنان منطقه و ۵۰ توالت عمومی را جع می‌کند. پس از آن فاضلاب جمع‌آوری شده به شش حوزه فاضلاب مرکزی منتقل می‌شود و در نهایت در کانال‌های طبیعی دفن می‌شود. مجاری فاضلابی که در کنار جاده‌ها تعبیه شده‌اند، نیز فاضلاب و آب‌ها را جمع‌آوری می‌کند. مردم دارجلینگ روزانه حدود ۵۰ (تن) زباله خشک تولید می‌کنند که در یک مرکز مخصوص دفن زباله طبیعی دفن می‌شود. برق شهراز طریق کمیته برق ملی بنگال غربی تأمین می‌شود و خدمات آتش‌نشانی بنگال غربی نیز خدمات اضطراری شهر را تأمین می‌کند. شهر اغلب دچار قطعی برق است و ولتاژ تأمین برق معمولاً ناپایدار است و این امر موجب آن شده‌است که وسیله پایداری ولتاژ در اغلب خانواده‌ها محبوبیت یابد. امروزه اکثریت قریب به اتفاق مدارس ابتدایی تحت نظارت وکنترل شورای تپه‌ای خودمختار گورخای دارجلینگ قرار دارند. طول کل انواع جاده‌ها، از جمله مسیرهای مخصوص گذر پیاده که شهرداری آماده کرده‌است حدود ۹۰ کیلومتر یا (۵۶ مایل) می‌باشد، که تحت کنترل شهرداری است.

## اقتصاد
صنعت چای و گردشگری دو تا از منابع اصلی و بسیار مهم تأمین اقتصاد دارجلینگ هستند. چای دارجلینگ بهترین چای سیاه محسوب می‌شود و محبوبیت بسیار زیادی دارد، به ویژه در بریتانیا و کشورهایی که در گذشته امپراطوری بریتانیا را تشکیل می‌دادند. در سال‌های اخیر دیگر شهرهای هندوستان و دیگر کشورها، از جمله نپال به رقیبان دارجلینگ از لحاظ تولید چای تبدیل شده‌اند.
نگرانی‌های شایع و گسترده‌ای که در خصوص اختلافات کاری، اخراج کارگران و به تعطیلی کشیده شدن مؤسسات وجود دارد، بر سرمایه‌گذاری و تولید در منطقه تأثیر منفی گذاشته‌است.
شرکتهای چای زیادی وجود دارند که به صورت تعاونی کارگران اداره می‌شوند، در حالی که برخی از این شرکت‌ها قرار است که به تفریح‌گاه گردش گران تبدیل شوند. بیش از ۶۰٪ کارگران باغ‌های چای را زنان تشکیل می‌دهند. حقوق این کارگران و دیگر مزایای کارگری از قبیل حق مسکن، سهمیه یارانه و درمان رایگان به اندازه نصف حقوق و مزایای دیگر کارگران است.

رشد سریع جمعیت تأثیر نامطلوبی بر جنگل‌ها و دیگر منابع سرشار طبیعی منطقه داشته‌است. در سال‌های پس از استقلال، منطقه از لحاظ آموزش و پرورش، ارتباطات، کشاورزی و غیره رشد چشمگیری داشته‌است؛ که مورد آخر شامل تولید انواع محصول فروشی از قبیل سیب زمینی، هل، زنجبیل، پرتغال می‌شود. کشاورزی در سطوح شیب دار هم ردیف یکی از منابع اصلی امرار معاش برای جمعیت روستایی ساکن اطراف شهر است که در عین حال منبع تأمین و تغذیه میوه و سبزیجات شهر نیز محسوب می‌شود. .

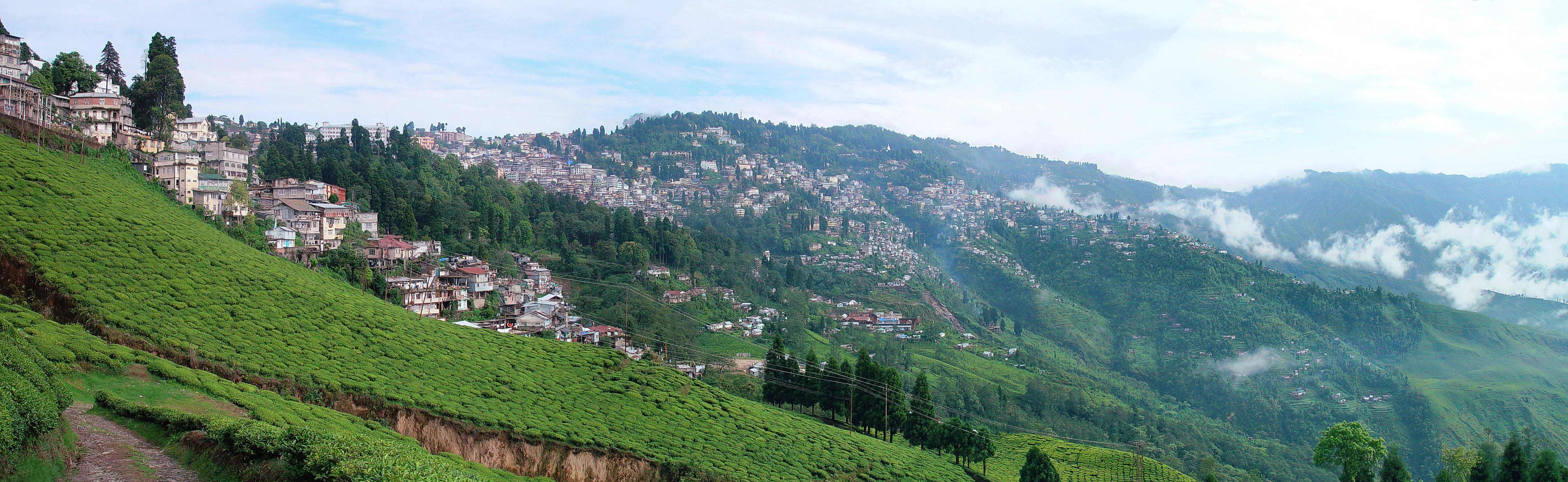
نمایی از شهر دارجلینگ از Happy Valley Tea Estate.

فصل‌های تابستان و بهار فصل‌های مورد علاقه مردم منطقه هستند؛ چرا که در ابن دو فصل وجود گردشگران باعث می‌شود که ساکنان منطقه، مستقیم و غیر مستقیم، برای مدتی کاری و منبع درآمدی داشته باشند؛ برخی از مردم منطقه صاحب هتل و رستوران هستند و در زمان حضور گردشگران به کار مشغول هستند و عده‌ای از مردم نیز به عنوان کارگر برای مدتی مشغول کار می‌شوند. مردم زیادی نیز از طریق اداره مؤسسات گردشگری و راهنمای گردشگری کسب روزی می‌کنند. دارجلینگ مرکز فیلم برداری مطلوبی برای بالی وود و سینمای بنگال است؛ فیلمهایی از قبیل «آرادانا»، «مین هون نا» و «کانچنجانگا» در این منطقه فیلم برداری شده‌اند. دارجلینگ مرکز فرماندهی این منطقه‌است و از این رو نیروهای ادارات دولتی زیادی در آن به استخدام در می‌آیند. فروش آثار هنری سنتی و صنایع دستی متعلق سیکیم و تبت نیز کمک اندکی به اقتصاد این منطقه می‌کند.

## حمل و نقل

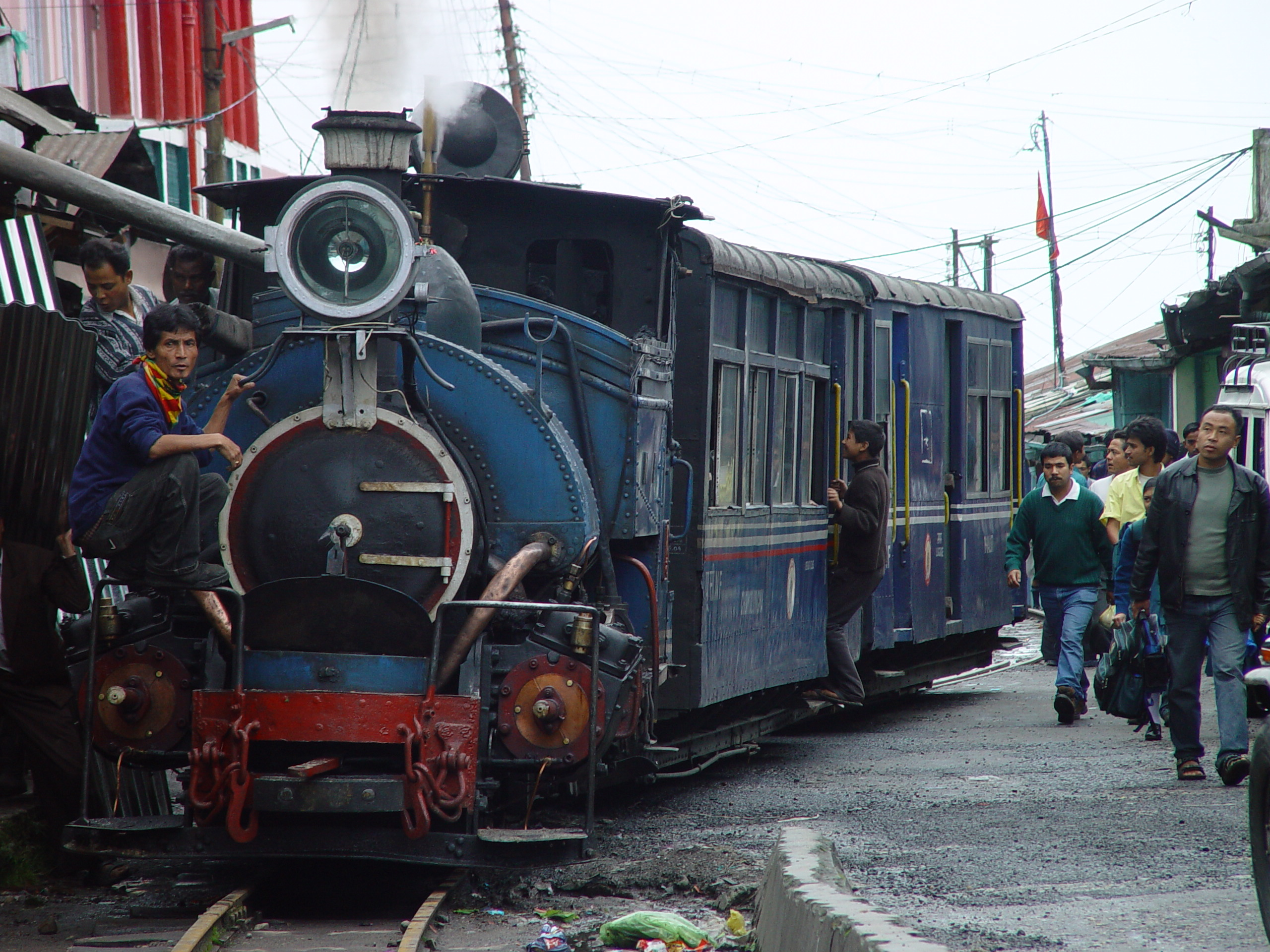
«توی‌ترین» در حال نزدیک شدن به دارجلینگ.

به شهر دارجلینگ می‌توان از مسافت ۸۰ کیلومتر مایل از سیلیگوری، یا از طریق جاده هیل کارت (راه آهن هند (با نام مستعار «توی‌ترین») ۵۵) که بلافاصله پس از خط راه‌آهن اصلی قرار گرفته‌است، دسترسی داشت. راه‌آهن دارجلینگ- هیمالیا یکی از راه آهن‌های باریک است. یونسکو در سال ۱۹۹۹ آن را به عنوان یکی از بناهای میراث فرهنگی جهان معرفی کرد، این دومین راه‌آهنی بود که افتخار ثبت شدن در ردیف آثار میراث فرهنگی جهان نصیبش می‌شد. خدمات اتوبوسی همیشگی و وسایل نقلیه کرایه‌ای دارجلینگ را با سیلیگوری و شهرهای همجوار کرسانگ، کالیمپانگ، گانگتاک متصل می‌سازد. ماشین‌های دو دیفرانسیلی، از جمله لند روورها، محبوبترین وسائل حمل و نقل محسوب می‌شوند؛ چرا که آن‌ها می‌توانند به راحتی از سطوح تند شیب منطقه گذر کنند. با وجود این، در موسم باران ارتباطات جاده‌ای و راه‌آهنی به سبب ریزش و زمین لغزه‌ها مختل می‌شود. نزدیک‌ترین فرودگاه در باگدوگرا نزدیک سیلیگوری قرار دارد که در فاصله تقریباً ۹۳ کیلومتری (۵۸ مایلی) دارجلینگ واقع شده‌است. ایندین ایرلاینز و ایر دکان سه شرکت مهم مسافربری هستند که منطقه را به دهلی، کلکته و گواهاتی متصل می‌کنند. نزدیک‌ترین ایستگاه راه‌آهن اصلی در نیو جالپایگوری قرار دارد که تقریباً با تمامی شهرهای اصلی کشور در ارتباط است. مردم در داخل شهر اغلب پیاده از مسیری به یک مسیر دیر می‌روند. همچنین ساکنان منطقه از دوچرخه، دوچرخه و تاکسی کرایه‌ای برای رفتن به مسافت‌های کوتاه استفاده می‌کنند.

## جمعیت‌شناسی
طبق آمار سال ۲۰۰۲، تراکم شهری دارجلینگ در مساحت ۷۷/۱۲ کیلومتر مربع (۹۳/۴ مایل مربع) ۱۰۹٫۱۶۳ نفر بوده که از این تعداد ۱۰۷٫۵۳۰ نفر در مناطق وابسته به شهرداری زندگی می‌کنند.
در طول روز به‌طور متوسط تا ۳۰٫۰۰۰ نفر به جمعیت این شهر اضافه می‌شود که بیشتر آن‌ها گردشگر هستند. تراکم جمعیتی مناطق وابسته به شهرداری ۱۰٫۱۷۳ به ازای هر کیلومتر مربع است. نسبت جنسیتی ۱٫۰۱۷ زن به ۱۰۰۰ مرد است که این میزان از متوسط کشوری بیشتر است. زنان به عنوان نیروی کار و اعضای دارای درآمد دار خانوارها، سهم عمده‌ای را به خود اختصاص داده‌اند. به دلیل میزان بسیار بالای مهاجرت، ۳۱ درصد از جمعیت شهر در کلبه‌ها و مناطق فقیرنشین زندگی می‌کنند. مذهب غالب در این شهر هندویسم است و پس از آن بوداییها، مسیحیها و مسلمانها، سایر اقلیت‌های شهر به‌شمار می‌آیند.
بافت نژادی جمعیت دارجلینگ با بوتان، نپال، سیک و نپال ارتباط نزدیکی دارد. اکثریت جمعیت شهر اصالتاً اهل نپال هستند که در دوران حاکمیت انگلیس، در جستجوی کار به این شهر مهاجرت کرده‌اند. سایر نژادهای بومی عبارتند از لپچا، بوتیا، شرپا، رای، یاملو، دامایی، کامایی، نیووار و لیمبو. سایر اقلیت‌هایی که ساکن دارجلینگ هستند عبارتند از بنگالی‌ها، مارواریس، انگلیسی-هندیها، چینی‌ها، بیهاریها و تبتیها. زبان‌های رایج این شهر نپالی (گرخالی) است که در کنار آن هند، بنگالی و انگلیسی نیز بکار می‌رود.
در سده گذشته و به ویژه از دهه هفتاد به بعد، جمعیت دارجلینگ رشد چشمگیری داشته‌است. در دهه نود، رشد سالانه جمعیت شهر از ۴۵درصد نیز فراتر رفت که این میزان از میانگین کشوری، ایالتی و منطقه‌ای بالاتر است. این شهر مستعمراتی در ابتدا برای سکونت ۱۰ هزار نفر در نظر گرفته شده بود و رشد متعاقب جمعیت آن را با مشکلات زیرساختی فراوانی مواجه کرده‌است. منطقه مزبور از نظر موقعیت زمین‌شناختی نسبتاً جدید است و با بلایای طبیعی و زیست‌محیطی فراوانی دست به گریبان است. تخریب محیط زیست از جمله فرسایش تپه‌های اطراف، شدیداً به جذابیت‌های گردشگری دارجلینگ آسیب وارد کرده‌است.

## فرهنگ
به دلیل تنوع قومی دارجلینگ، جشنواره‌های فراوانی در این شهر برگزار می‌شوند. علاوه بر جشن‌های مهم مذهبی همچون دیوالی، کریسمس، دوسرا، هولی و غیره، جشن‌های محلی فراوانی نیز وجود دارد. لپچاها و بوتیاها، در ماه ژانویه سال نو را جشن می‌گیرند. تبتی‌ها نیز در فوریه، مارس، سال نو (لوسار) را با برگزاری رقص شیطان آغاز می‌کنند. ماقه سانکرانتی، رام ناوامی، قطروال دوچن، بودا جیاینتی، تولد دالایی لاما و تندونگ لهو رومفات برخی دیگر از جشنواره‌ها هستند که بعضی از آن‌ها مختص منطقه بوده و برخی دیگر در دیگر نقاط هند، نپال، بوتان و تبت برگزار می‌شوند.
یکی از غذاهای محبوب در دارجلینگ «مومو است. این غذا نوعی پودینگ بخارپز شده‌است که مواد لازم آن گوشت خک، گوشت گاو و سبزیجات است که در پوششی خمیری پخته شده و با یک سوپ رقیق سرو می‌شود. وایی وایی یک خوراک سرپایی بسته‌بندی شده‌است که از رشته فرنگی درست می‌شود و می‌توان آنرا یا به‌صورت خشک یا با سوپ خورد. «چورپی» نوعی پنیر سفت است که از شیر گاو یا گاومیش تهیه می‌شود و آنرا می‌جوند. یک نوع دیگر رشته که به آن «توکپا» می‌گویند، از دیگر غذاهای محبوب در دارجلینگ است. رستوران‌های زیادی در این شهر وجود دارند که برای جلب نظر گردشگران، انواع مختلفی از غذاهای سنتی هندی، چینی و شبه قاره‌ای را طبخ می‌کنند. چای که در چایکاری‌های نامدار دارجلینگ به عمل می‌آید محبوب‌ترین نوشیدنی شهر است که در کنار آن قهوه نیز از محبوبیت زیادی برخوردار است. چهانگنیز نوعی آبجو محلی است که از ارزن تهیه می‌شود.
معماری بسیاری از ساختمان‌های دارجلینگ خصوصیت استعماری دارد؛ چندین خانه تودوری، کلیساهای باگوتیک، راج بهاوان (خانه فرماندار)، باشگاه کشاورزان و چندین مؤسسه آموزشی، از نمونه‌های این ویژگی هستند. معماری دیرهای بودایی شبیه سبک معماری بتکده‌های پاگودا است. دارجلینگ را به عنوان کانون موسیقی و مهد موسیقی‌دانان و موسیقی دوستان می‌دانند. برای اهالی این شهر که به سنت و نقش موسیقی در حیات فرهنگی خود می‌بالند، آوازخوانی و نواختن آلات موسیقی یکی از متدوال‌ترین راه‌های گذران اوقات فراغت به‌شمار می‌آید.
کاروان‌های شادی دارجلینگ از سال ۲۰۰۳ سامان‌دهی شده‌اند و نشاندهنده تنوع قومی، اجتماعی و مذهبی این منطقه هستند. موسیقی غربی در بین نسل جدید محبوبیت دارد و دارجلینگ یکی از قطب‌های موسیقیراک نپالی است. کریکت و فوتبال از پرطرفدارترین ورزش‌ها دردارجلینگ هستند. برای انجام این بازی‌ها در خیابان‌های سراشیب، نوعی توپ که از کش‌های لاستیکی ساخته شده، طراحی شده‌است.
از جاهای دیدنی دارجلینگ، می‌توان به تپه ببر، باغ‌وحش، دیرها و چایکاری‌ها اشاره کرد. این شهر به عنوان نقطه شروع کوه‌پیمایی در برخی قله‌های هند و نپال، راهپیمایان و ورزشکارانی که به‌دنبال کاوش در رشته کوه‌های هیمالیا هستند را به خود جذب می‌کند. تنزینگ نورگی، یکی از دو مردی که برای اولین بار موفق به صعود به کوه اورست شده، بیشتر دوران بزرگسالی خود را در جمع شرپا در دارجلینگ سپری کرده‌است. تلاش‌های او باعث شد در سال ۱۹۵۴، مؤسسه کوه‌پیمایی هیمالیا در دارجلینگ تأسیس شود. در مرکز پشتیبانی شخصی مهاجران تبتی صنایع دستی تبتی همچون فرش و کارهای چوبی و چرمی به نمایش گذاشته می‌شوند. در چند دیر همچون دیر قوم(۸ کیلومتر یا ۵ مایل خارج از شهر)، دیر بودا باستی، مگ داگ یولماوا متون باستانی بودایی حفظ و نگهداری می‌شوند.

## آموزش
مدارس دارجلینگ یا توسط دولت یا توسط سازمان‌های خصوصی و مذهبی اداره می‌شوند. مدارس اغلب به عنوان وسیله آموزش زبان انگلیسی یا نپالی را بکار می‌برند، در عین حال بر زبان هندی به عنوان زبان ملی و زبان بنگالی به عنوان زبان رسمی ایالتی نیز تأکید می‌شود. این مدارس یا به ICSE، یا CBSE یا هیئت آموزش متوسطه بنگال غربی وابسته هستند. با توجه به اینکه دارجلینگ تفریحگاه تابستانی انگلیسی‌ها در هند بوده‌است، این شهر طبق الگوی اتون، هارو و روگبی، به محل تأسیس دبیرستان‌های شبانه‌روزی تبدیل شد و این امکان برای فرزندان مقامات انگلیسی به وجود آمد تا از تحصیلاتی اختصاصی بهره‌مند شوند.
مؤسساتی همچون مدرسه سنت پول، صومعه لورتو، دانشگاه سنت ژوزف(اداره مدارس) و مدرسه مونت هرمون (تنها مدرسه منطقه که طبق الگوی سیستم آموزشی آمریکا کار می‌کند) دانش‌آموزان و دانشجویان را از سراسر هند و جنوب آسیا جذب می‌کند. بسیاری از مدارس (که برخی از آنان بیش از صد سال قدمت دارند) هنوز هم به سنت‌های انگلیسی و میراث به جا مانده از دوره استعمار پایبند هستند. دارجلینگ سه مؤسسه آموزش عالی دانشگاه سنت ژوزف، دانشگاه دارجلینگ و دانشگاه دولتی دارجلینگ را در خود جای داده که که همه آن‌ها وابسته به دانشگاه بنگال شمالی در سیلیگوری هستند.

## رسانه‌ها
روزنامه‌های انگلیسی زبان «استیتسمن» و «تلگرف» چاپ سیلیگوری و «هندوستان تایمز» و «تایمز آو ایندیا» چاپ کلکته، مطبوعات دارجلینگ هستند که با یک روز تأخیر به این شهر می‌رسند. علاوه بر این، مطبوعات دیگری به زبان‌های نپالی، هندی و بنگالی نیز منتشر می‌شوند. ایستگاه رادیو ملی آل ایندیا ردیوتنها رادیویی است که در دارجلینگ قابل دسترسی است. با این حال، تقریباً همه کانال‌های تلویزیونی که در سایر نقاط هند قابل مشاهده هستند در دارجلینگ نیز قابل دریافت است. به غیر از کانال‌های دولتی شبکه زمینی دوردارشان، تلویزیون کابلی در بسیاری از خانه‌های شهر خدمات رسانی می‌کند و در همین حال در مناطق دور از مرکز و در خانواده‌های مرفه‌تر تلویزیون ماهواره‌ای نیز مورد استفاده قرار می‌گیرد. علاوه بر فهرست شبکه‌های هندی، برنامه‌های شبکه‌های نپالی زبان نیز در دارجلینگ قابل دریافت است. در مناطق اصلی بازاری کافه‌های اینترنتی که با دسترسی شماره‌گیری کار می‌کنند به خوبی جا افتاده‌اند. BSNL یک حالت محدود از اتصال پهن‌باند را تا سرعت کیلوبایت بر ثانیه با اتصال DIAS (سیستم دسترسی مستقیم به اینترنت) ارائه می‌کند. شرکت‌های محلی سلولی همچون BSNL، ریلاینس اینفوکام، هاچ و ایرتل سرویس‌دهی می‌کنند.